# Kolende
Kolende ist  ein  Weihnachtsbrauch  in Oberschlesien (siehe auch Koledari und Sternsingen). 

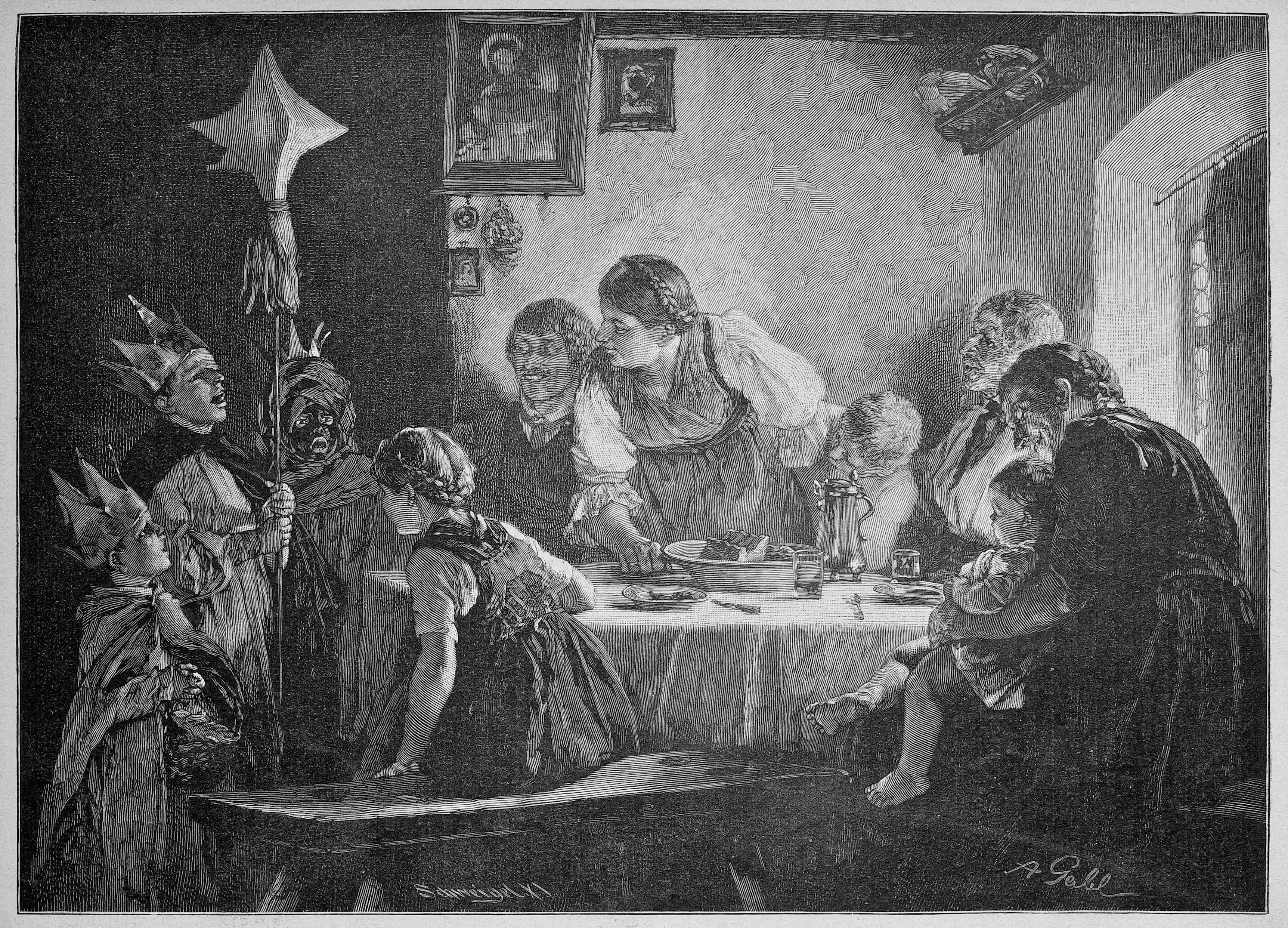
Die heiligen drei Könige mit ihrem Stern. Nach dem Ölgemälde von A. Gabl (Die Gartenlaube (1884))

## Einführung
Dabei ziehen Messdiener durch die Gemeinde und es findet eine Häuserweihe durch den Pfarrer statt, wobei der Haussegen C-M-B verwendet wird. Eine Kolendefeier wird von vielen schlesischen Vertriebenengemeinschaften bis heute veranstaltet.
Dem Digitalen Wörterbuch der deutschen Sprache (DWDS) zufolge ist Kolende synonym zu Koleda, der in den slawischen Sprachen verwendeten Bezeichnung für das Weihnachtsfest und das dazugehörende Brauchtum.
Das polnische Wort kolęda bezeichnet dem Pons Online-Wörterbuch zufolge: 1. Weihnachtslied, 2. Sternsingen,  3. seelsorgerischer Besuch des Pfarrers bei seinen Gemeindemitgliedern in der Weihnachtszeit.
Zu den beim Kolendesingen gesungenenen Liedern gehören Klaus Ullmann zufolge die Lieder Ein Kind geboren zu Bethlehem, Ihr Kinderlein kommet, Inmitten der Nacht und Heilig Drei König mit ihrem Stern.